# モスト・リトヴィーノフ市電
モスト・リトヴィーノフ市電（モスト・リトヴィーノフしでん、チェコ語: Tramvajová doprava v Mostě a v Litvínově）は、チェコの都市・モストとリトヴィーノフを結ぶ路面電車。2021年現在はモスト市とリトヴィーノフ市が株を所有する株式会社であるモスト・リトヴィーノフ都市公共交通会社（Dopravní podnik měst Mostu a Litvínova）による運営が行われている

## 歴史
19世紀後半、現在のチェコの都市・モストでは褐炭の採掘が積極的に行われるようになり、隣接する都市・リトヴィーノフと共に大規模な工業地帯として発展を進めていた。その中で、人口密度が高い両都市との間を結ぶ公共交通機関が求められるようになり、1890年代以降蒸気鉄道の建設計画が立ち上げられた。その後、この計画は路面電車へと変更され、1901年8月7日に最初の路線が開通した。当時は旅客輸送に加えて貨物輸送も行われており、石炭から日用品まで様々な物資を輸送していた。
この路線は軌間1,000 mm（メーターゲージ）の路線であり、第二次世界大戦を経て戦後も運行を続けたが、更なる輸送力の増強を目的として1947年に両都市間を結ぶ路面電車網を1,435 mm（標準軌）・専用軌道の新規路線に置き換える計画が立ち上がり、1952年から建設が始まった後1957年4月1日から営業運転を開始した。それ以降、メーターゲージの路線は順次標準軌の路線へ置き換えられ、1961年3月24日をもってメーターゲージの路線網の営業運転は終了した。その後も小規模な延伸や路線網の変更が続き、1981年以降2021年現在までモストやリトヴィーノフを結ぶ路線網が維持されている。

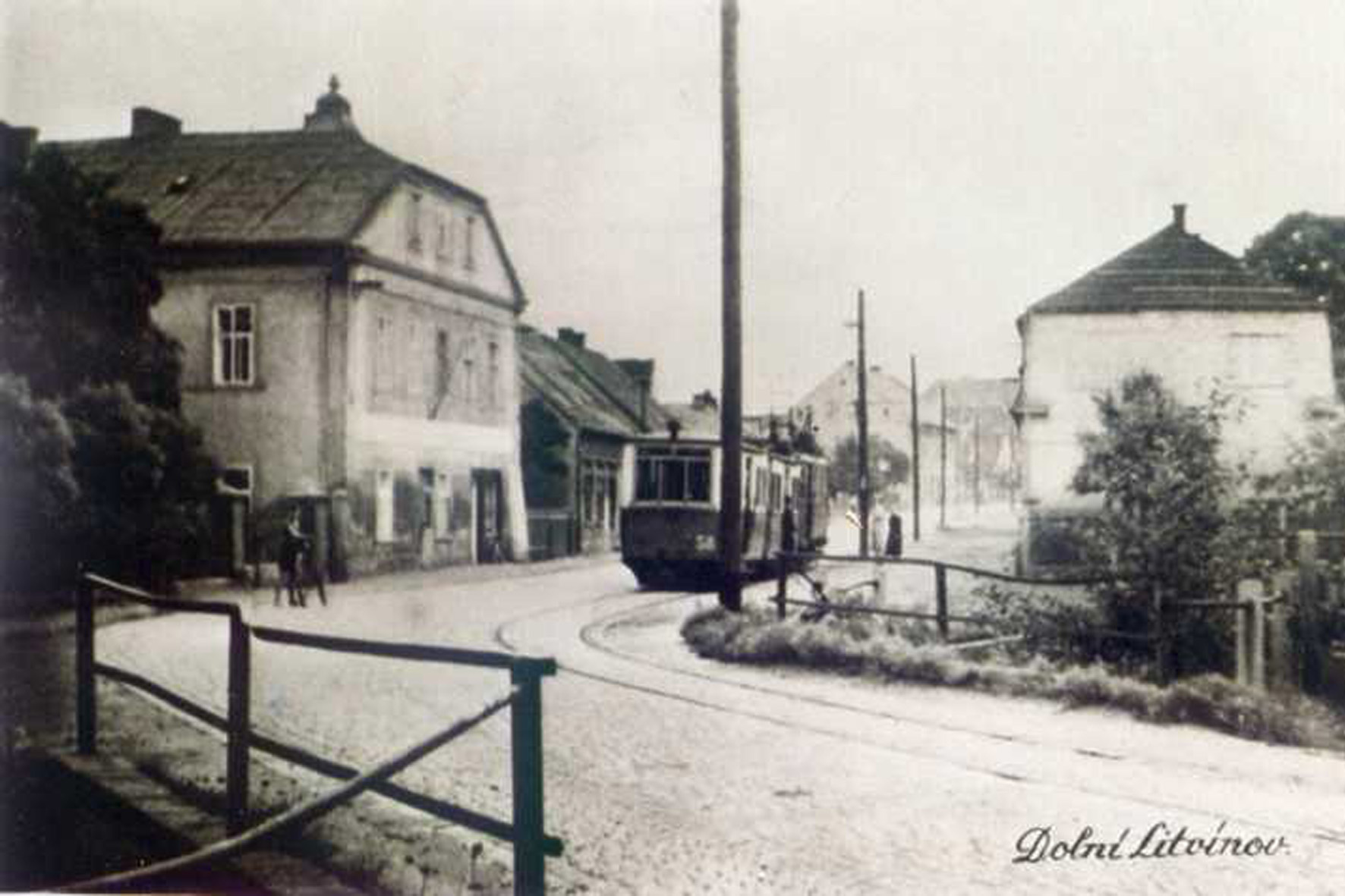
メーターゲージ時代のモスト・リトヴィーノフ市電
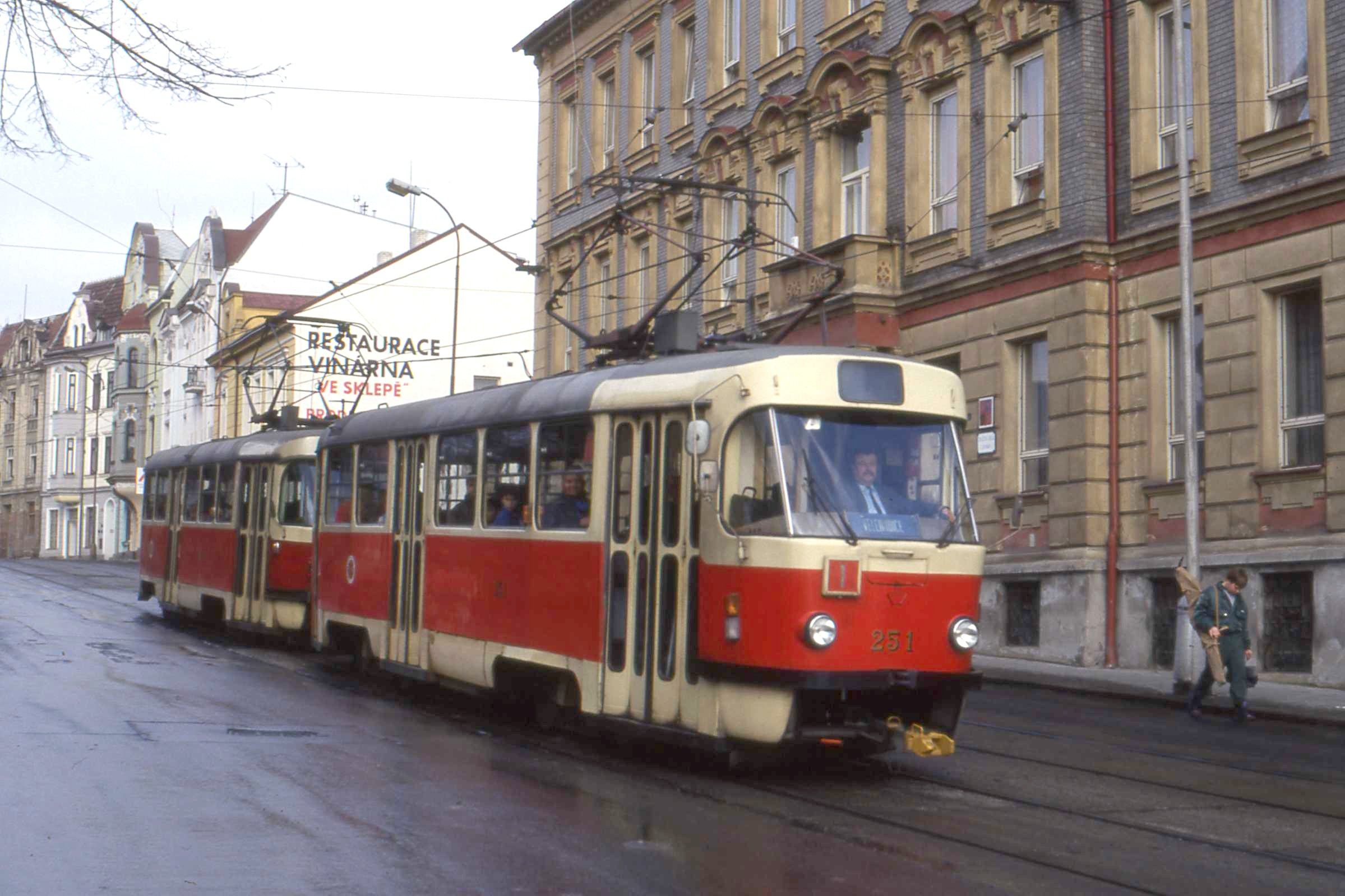
標準軌路線に多数が導入されたタトラT3（1994年撮影）
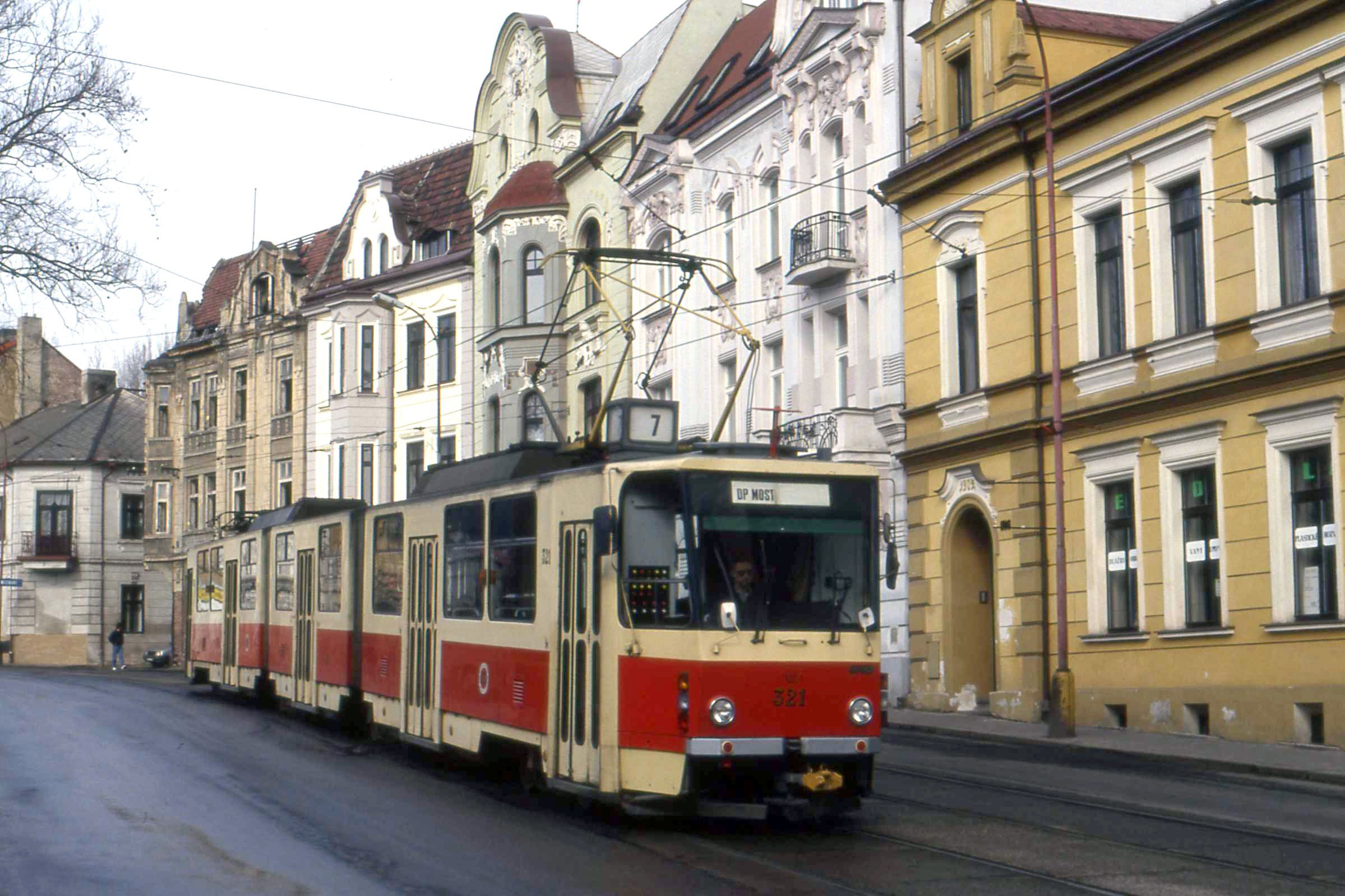
チェコスロバキア時代に導入されたKT8D5は他都市へ譲渡された（1994年撮影）

## 運行
2021年現在のモスト・リトヴィーノフ市電の系統は以下の通り。2022年以降は路線全体の近代化が行われる事になっており、線路の交換、停留所の修繕などを含む工事中は路線を一時運休し代行バスが設定される。
下記の路線以外にも2011年までラッシュ時に7号線がモスト - リトヴィーノフ間で運行していたが、同年10月10日に実施されたダイヤ改正で廃止されている。
| 系統番号 | 起点                | 終点                   | 運行日 (時間帯) | 備考                       |
| -------- | ------------------- | ---------------------- | --------------- | -------------------------- |
| 1        | Citadela (Litvínov) | Velebudická (Most)     | 平日            | [ 9 ]                      |
| 2        | nádraží (Most)      | Velebudická (Most)     | 平日・土休日    | 一部列車は超低床電車で運行 |
| 3        | Citadela (Litvínov) | nádraží (Most)         | 平日            | 平日早朝のみ運行           |
| 4        | Citadela (Litvínov) | Dopravní podnik (Most) | 平日・土休日    | 全列車とも超低床電車で運行 |

路線図
1号線
2号線
3号線
4号線

## 車両
2021年現在、モスト・リトヴィーノフ市電に在籍する車両形式は以下の通り。これら以外に1976年に導入された試作車であるタトラT5B6のうち1両が動態保存されている他、2023年3月にはかつてウースチー・ナド・ラベム市電で使用され、2000年代以降放置状態にあったタトラT2を譲受しており、数年かけて動態復元が行われる事になっている。
| 形式              | 形式              | 備考                       |
| ----------------- | ----------------- | -------------------------- |
| タトラT3          | タトラT3SU        |                            |
| タトラT3          | タトラT3SUCS      |                            |
| タトラT3          | タトラT3M.3       | 機器更新車両               |
| シュコダ03T       | シュコダ03T       | 部分超低床電車 3車体連接車 |
| ヴァリオLF        | ヴァリオLFR.S     | 部分超低床電車             |
| ヴァリオLF プラス | ヴァリオLF プラス | 部分超低床電車             |
| EVO1              | EVO1              | 超低床電車                 |
| EVO2              | EVO2              | 超低床電車 2車体連接車     |

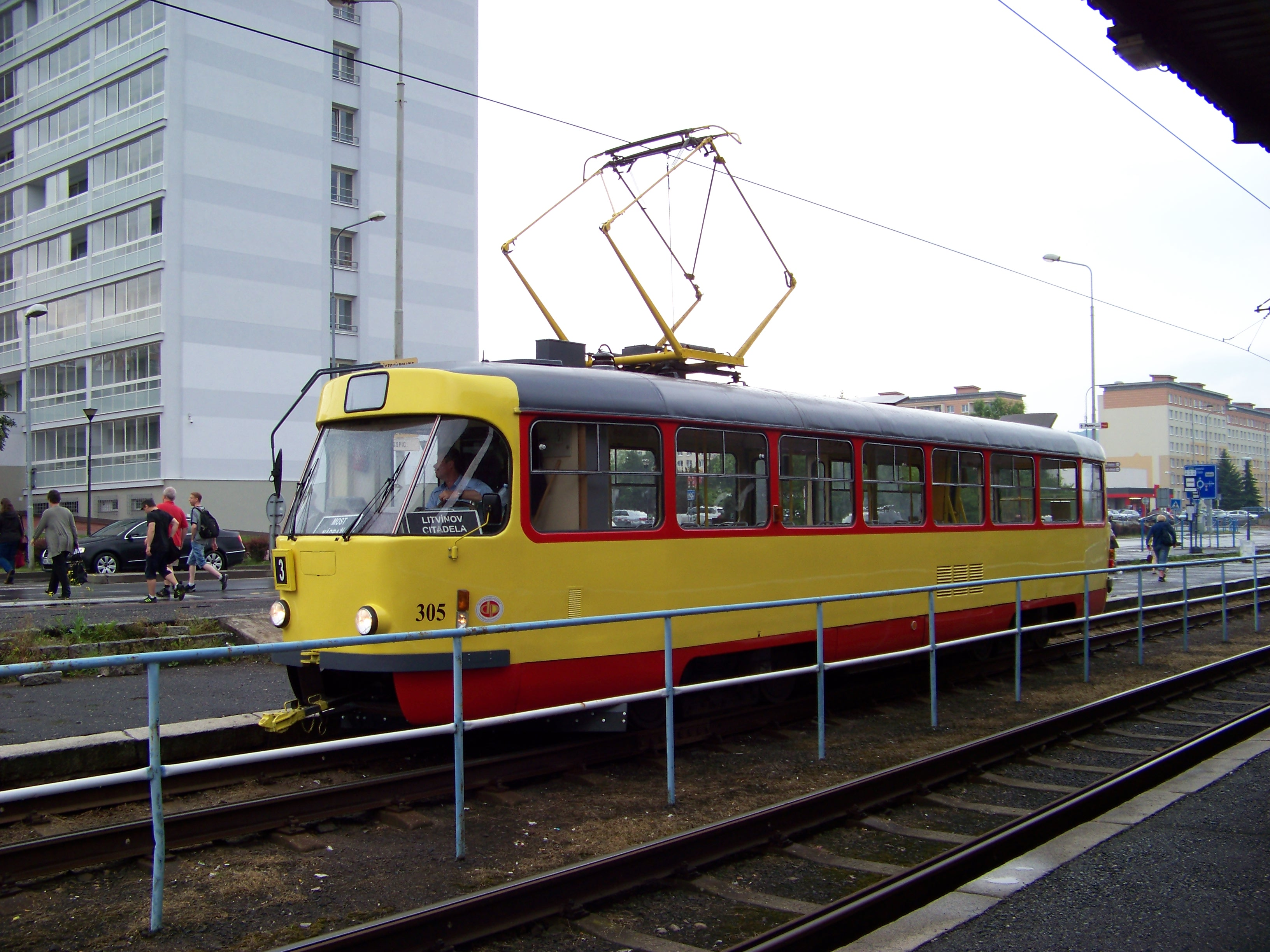
タトラT3（2014年撮影）
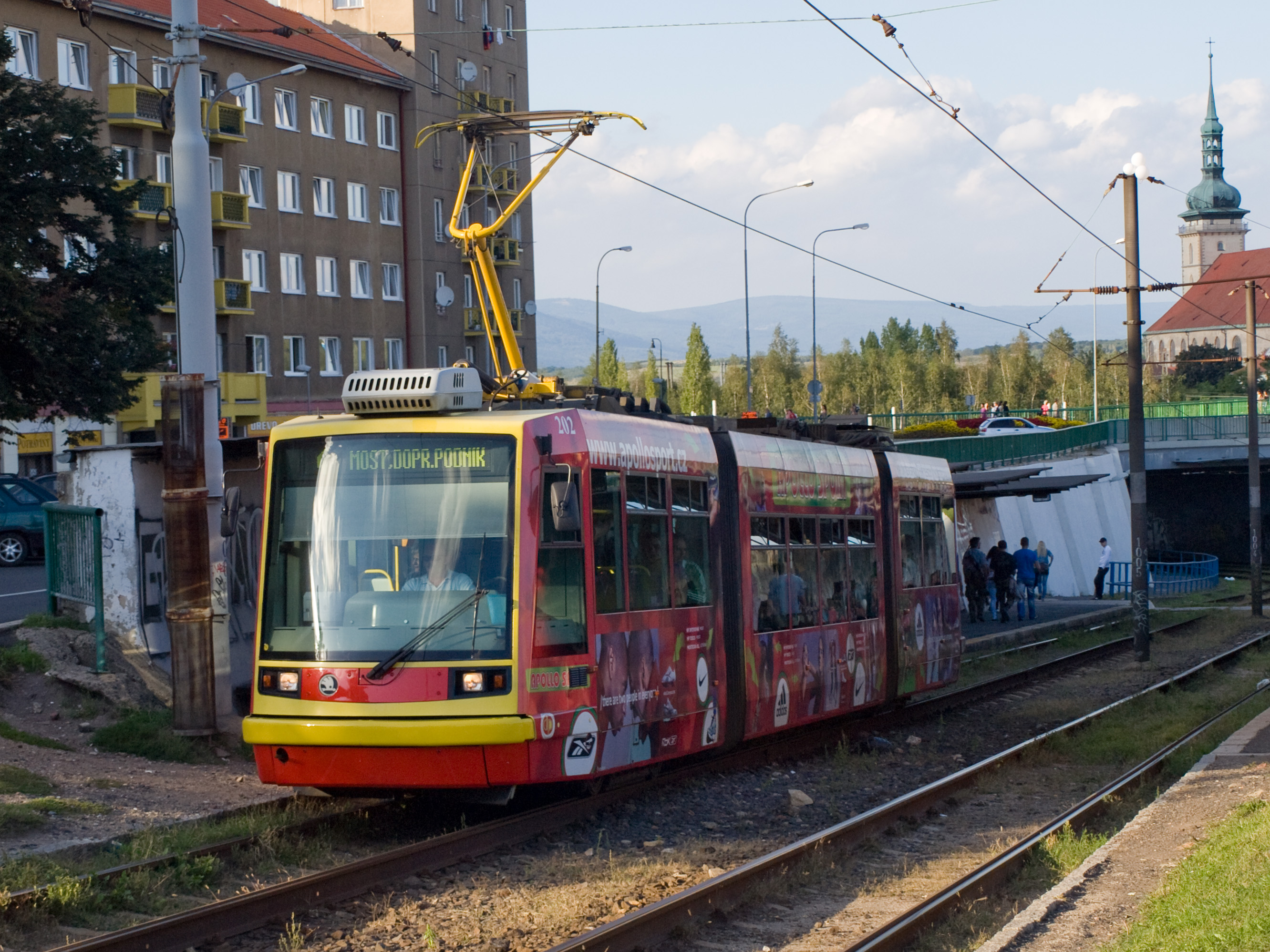
シュコダ03T（2012年撮影）
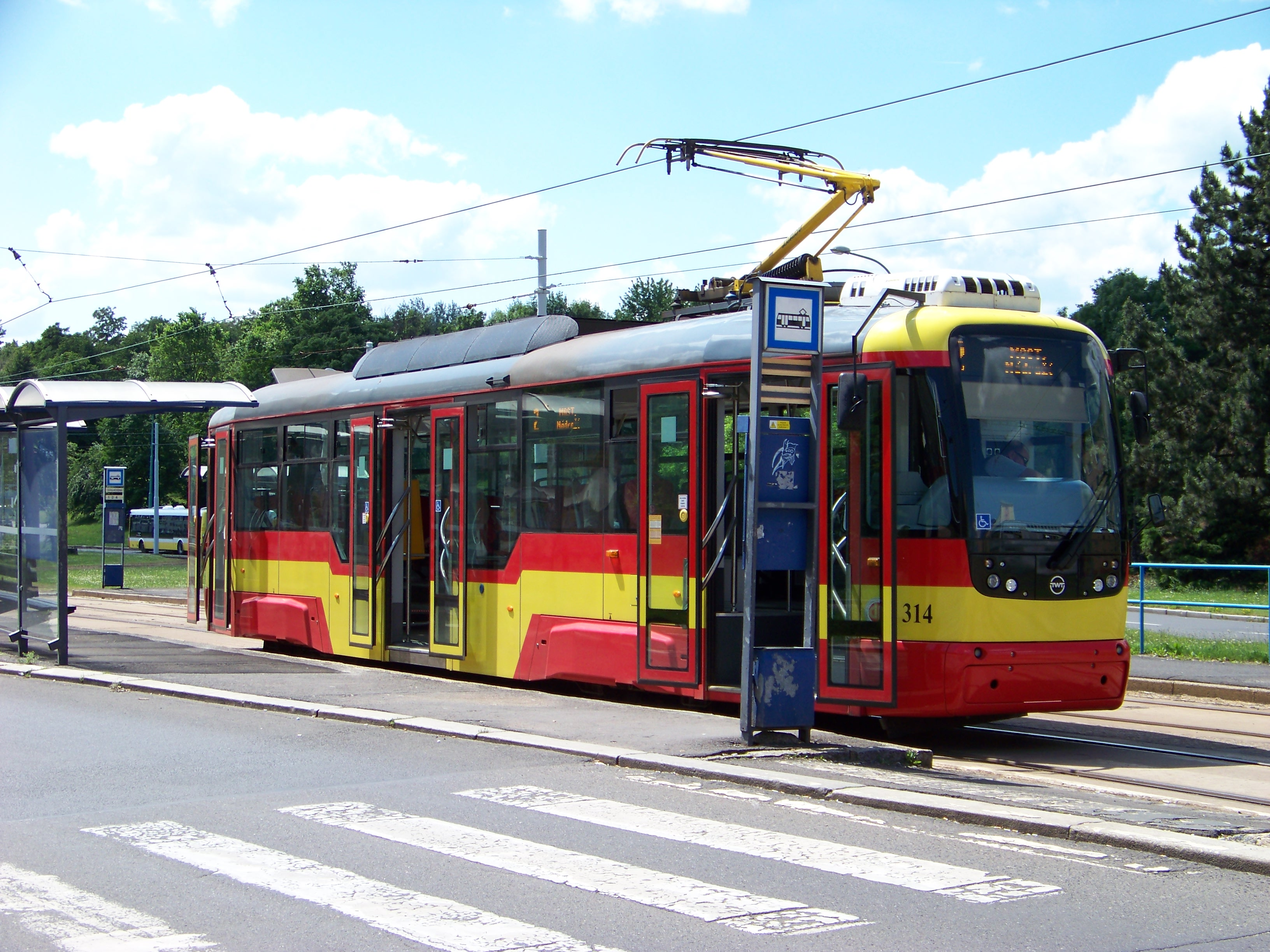
ヴァリオLF プラス（2014年撮影）
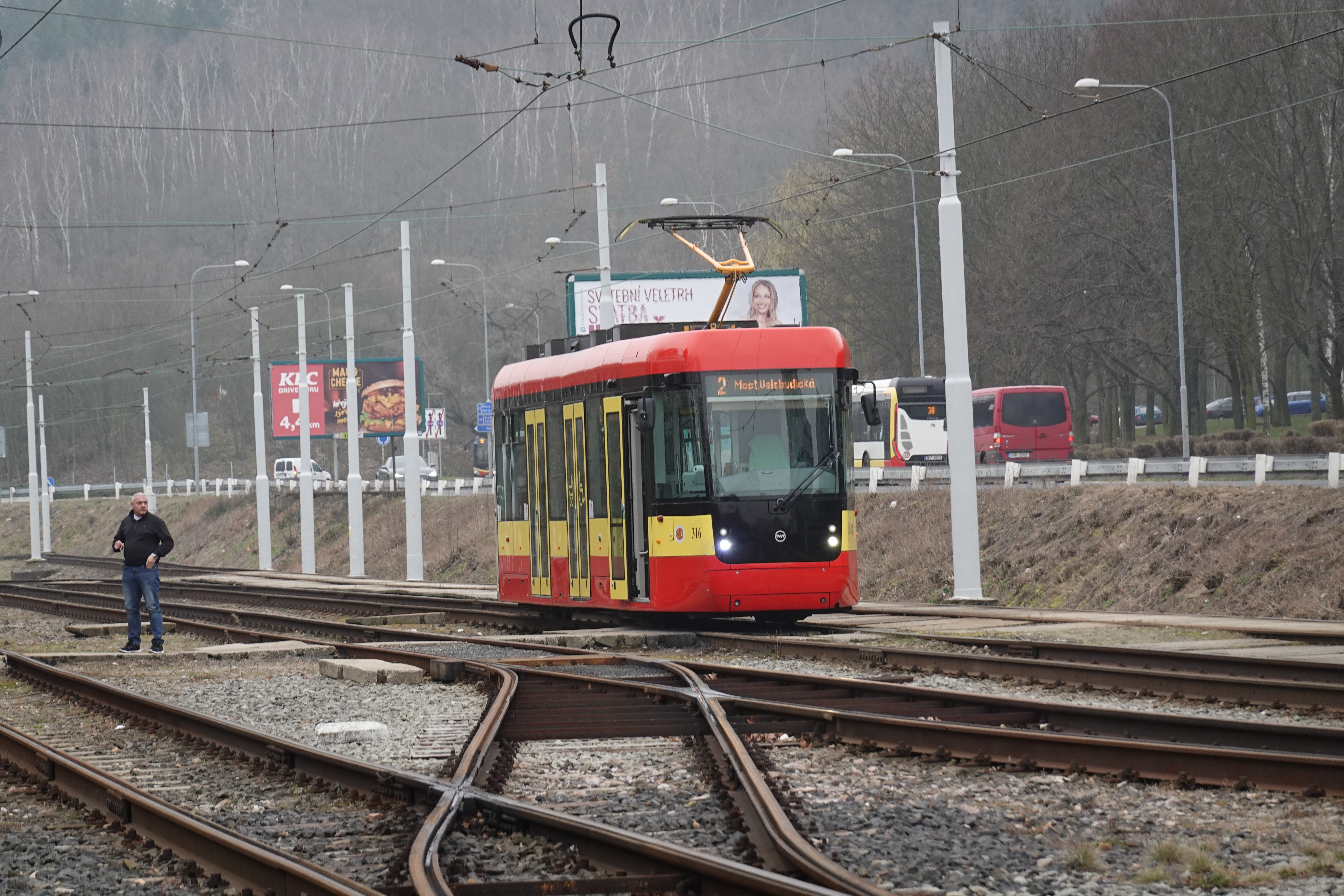
EVO1（2024年撮影）
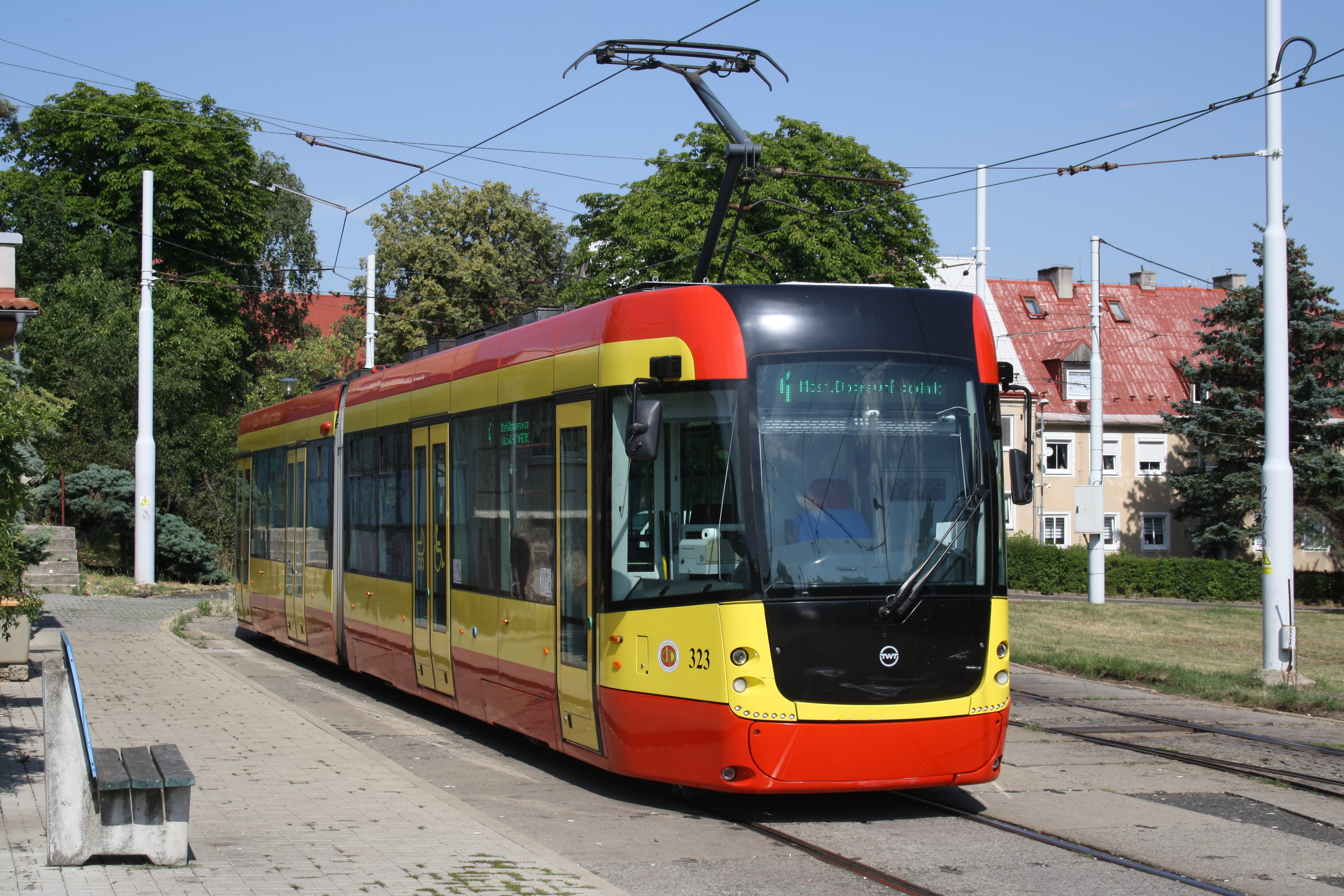
EVO2（2023年撮影）
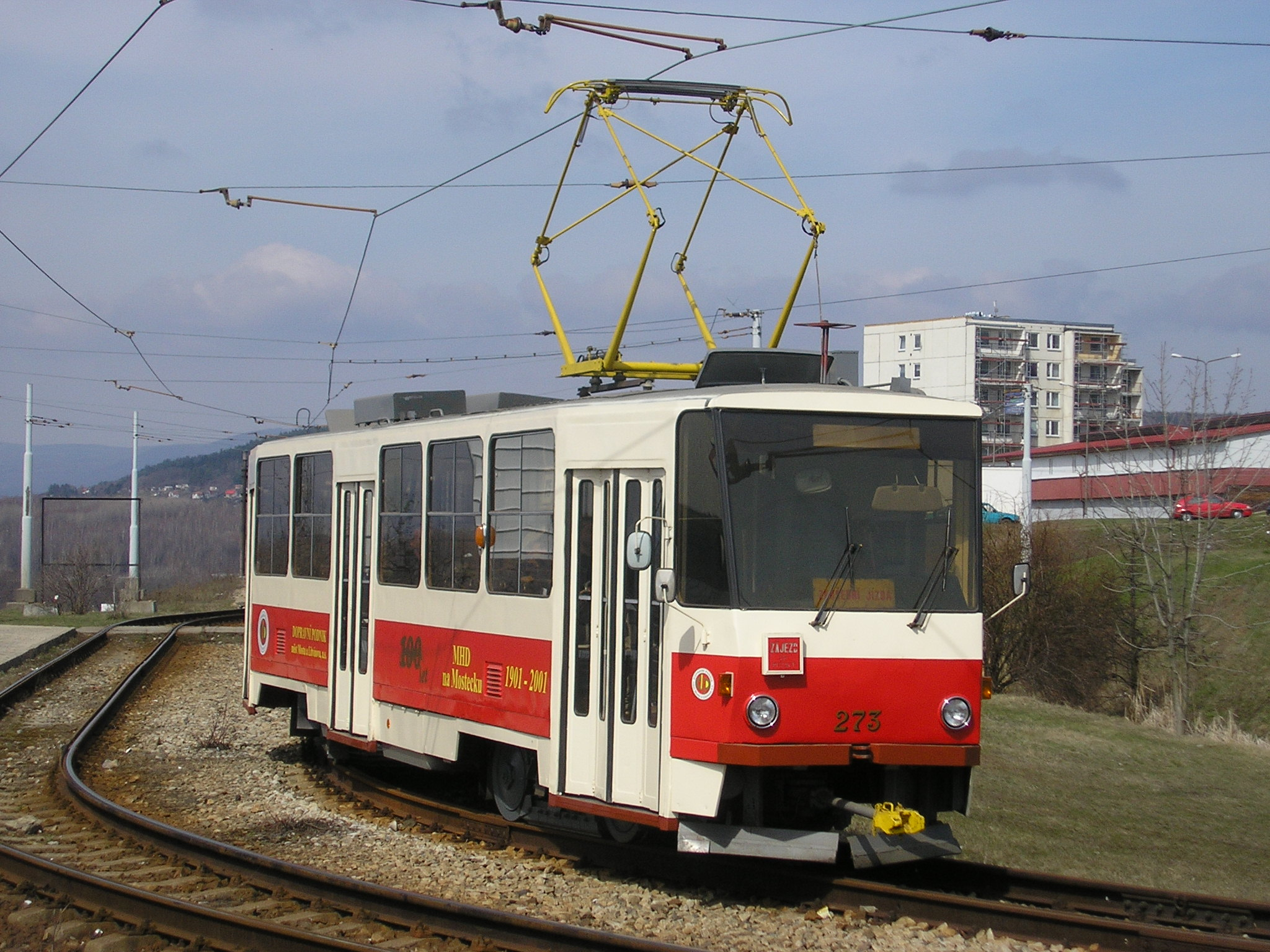
タトラT5B6（2006年撮影）